# Yoshiko Tanaka (Tischtennisspielerin)
Yoshiko Tanaka (jap. 田中 良子, Tanaka Yoshiko; * um 1932) ist eine japanische Tischtennisspielerin. Sie gewann bei Weltmeisterschaften mehrere Medaillen.
1950 siegte Tanaka bei der All-Japan Championship. Bei den 1952 erstmals durchgeführten Asien-Meisterschaften in Singapur gewann sie im Doppel mit der Inderin Gool Nasikwala sowie 1953 im Mixed mit Kichiji Tamasu und mit der Mannschaft.
Von 1954 bis 1956 wurde sie dreimal für Weltmeisterschaften nominiert. 1954 wurde sie Vizeweltmeister im Einzel hinter Angelica Adelstein-Rozeanu und Weltmeister mit der japanischen Damenmannschaft. Mit dem Team holte sie 1955 Silber und 1955 Bronze.

## Turnierergebnisse
| Verband | Veranstaltung           | Jahr | Ort      | Land | Einzel        | Doppel     | Mixed         | Team |
| ------- | ----------------------- | ---- | -------- | ---- | ------------- | ---------- | ------------- | ---- |
| JPN     | Asienmeisterschaft TTFA | 1953 | Tokio    | JPN  | Viertelfinale | Halbfinale | Gold          | 1    |
| JPN     | Asienmeisterschaft TTFA | 1952 | Singapur | SIN  | Halbfinale    | Gold       | Halbfinale    |      |
| JPN     | Weltmeisterschaft       | 1956 | Tokio    | JPN  | letzte 32     | Halbfinale | Halbfinale    | 3    |
| JPN     | Weltmeisterschaft       | 1955 | Utrecht  | NED  | letzte 16     | Halbfinale | Viertelfinale | 2    |
| JPN     | Weltmeisterschaft       | 1954 | Wembley  | ENG  | Silber        | letzte 32  | letzte 64     | 1    |